# Guettarda foliacea
Guettarda foliacea är en måreväxtart som beskrevs av Paul Carpenter Standley. Guettarda foliacea ingår i släktet Guettarda och familjen måreväxter. Inga underarter finns listade i Catalogue of Life.